# Andrea Sunder-Plassmann

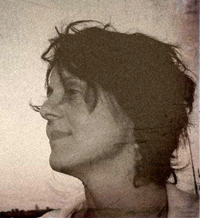
Andrea Sunder-Plassmann

Andrea Sunder-Plassmann (* 1959 in Münster) ist eine bildende Künstlerin und Professorin an der Alanus Hochschule für Kunst und Gesellschaft in Alfter bei Bonn.

## Leben
Sunder-Plassmann studierte ab 1978 freie Malerei bei Fred Thieler und Walter Stöhrer. Das Studium beendete sie 1986 mit dem Ersten Staatsexamen für das Lehramt an Gymnasien an der Hochschule der Künste in Berlin. Daran anschließend absolvierte sie in den Bereichen Photographie und Film ein Meisterschülerstudium bei Dieter Appelt, das sie 1988 abschloss. Von 1990 bis 1991 war sie Stipendiatin des Goldrausch-Künstlerinnenprojekts. Zwischen 1993 und 1997 war sie neben ihrer eigenen künstlerischen Arbeit als Lehrbeauftragte und Gastdozentin an der Southern Cross University (Lismore), der Queensland University of Technology, an der University of Ballarat und an der Kunsthochschule Berlin-Weißensee tätig. Zwischen 2001 und 2006 war sie Professorin für Video und temporäre Künste der Kunst- und Designhochschule Bergen und Professorin für Fotografie und Bildmedien der Fachhochschule Bielefeld. Seit 2002 ist Sunder-Plassmann bei verschiedenen Ausstellungsprojekten im In- und Ausland auch als Kuratorin tätig. 2008 erhielt sie einen Ruf auf die Professur für Video, Photographie und Neue Medien an der Alanus Hochschule für Kunst und Gesellschaft. Von 2010 bis 2012 unterrichtet Sunder-Plassmann zudem als DAAD-Gastprofessorin am Instituto Superior de Arte in Havanna, Kuba.
Andrea Sunder-Plassmann ist Mitglied im Deutschen Künstlerbund.

## Werk
Bereits seit den frühen achtziger Jahren beschäftigt sich Sunder-Plassmann vor allem mit dem Medium der Photographie, des analogen und digitalen Films und synästhetischen Installationen. Dabei spielt die Beschäftigung mit der skulpturalen Potenz von Licht ebenso eine gewichtige Rolle wie die Erschließung des Raumes als eine ästhetische und sensitive Kategorie sowie die stete Einbeziehung des Betrachters als elementarer Bestandteil ihrer Arbeiten. In diesem Zusammenhang beschäftigte sie sich auch mit dem Medium des Tanzes, welches sie in einigen Videoarbeiten explorierte. 1994 gründete sie mit der kanadischen Künstlerin Sigi Torinus das Kunstprojekt „Browsing Beauty“, in dem sich beide mit dem Phänomen des „Schönen“ künstlerisch auseinandersetzten. Dabei entstanden unter anderem in San Francisco, Sidney, Berlin und Toronto zahlreiche synästhetischen Installationen, bei denen die beiden Künstler immer wieder auch mit Klangkomponisten zusammenarbeiteten. In den letzten Jahren beschäftigt sich Sunder-Plassmann wieder verstärkt mit der Photographie und untersucht dabei auf künstlerische Weise das Phänomen des bewegten und unbewegten Bildes, bei dem sie immer wieder zwischen digitalen und analogen Medien wechselt oder aber sie kombiniert. Dabei spielen autobiographische Sujets ebenso eine Rolle wie die gezielte Auseinandersetzung mit der ästhetischen Qualität von Natur und Architektur.
Ihr künstlerisches Werk befindet sich in mehreren öffentlichen Sammlungen, darunter die Artothek des Neuen Berliner Kunstvereins, die fotografische Sammlung der Berlinischen Galerie und die Sammlung des Kunstmuseums Kube, Ålesund (Norwegen).

## Auszeichnungen & Stipendien
- 2012: Berufung in den Deutschen Künstlerbund
- 2010: DAAD-Gastprofessur
- 2006: „Synergiepreis“ der FH Bielefeld (zusammen mit Anna Zika, Anette Nauert)
- 2004: Auszeichnung im Rahmen des Wettbewerbs „235 × 157 × 58 - die 8 Fenster zur, ein-seh-bar'“, Kultusministerium NRW
- 2000: 1. Preis des Kunst-am-Bau-Wettbewerb für die Carl Herz Grundschule in Berlin
- 1999: Fellowship der Bogliasco Foundation, New York für einen Arbeitsaufenthalt in Ligurien
- 1998: Stipendium der Käthe-Dorsch-Stiftung
- 1998: Medienstipendium der Künstlerinnenförderung, Senat für Kulturelle Angelegenheiten, Berlin
- 1995: Artist-in-Residence, Centre d’Art y Natura, Farrera di Pallars, Spanien
- 1994: 1. Preis im Ideenwettbewerb der IG Medien: Schlaraffenland-Sabotage virtueller Welten
- 1990: DAAD-Stipendium für einen Arbeitsaufenthalt in den USA
- 1989: 1. Preis in einem Wettbewerb der „International Society for the Study of Pain“
- 1988: NaFög Arbeitsstipendium des Senats für Kulturelle Angelegenheiten, Berlin

## Eigenständige Ausstellungen und Ausstellungsbeteiligungen (Auswahl)
- 2012: Wunderblock, Oslo Museum, Norwegen
- 2012: Apornithosis - Transformation into a bird, Oslo Museum, Norwegen
- 2011: som vann – som luft (like water – like air), Museum KUBE, Ålesund, Norwegen
- 2011: apornithosis, Galleriet IKM (Internasjonalt Kunst Museet), Oslo, Norwegen
- 2010: browsing beauty (mit Sigi Torinus), Kennedy Gallery North Bay, Ontario, Kanada
- 2010: Veto - Zeitgenössische Positionen in der deutschen Fotografie, Deichtorhallen Hamburg
- 2010: No more bad girls, Kunsthalle Exnergasse Wien
- 2008: Director's Lounge, Videofestival zur Berlinale, Berlin
- 2002: Nach der Natur, Berlinische Galerie im Kunstforum der Grundkreditbank, Berlin
- 2001: Paradise lost, Künstlerhaus, Schloß Nackel
- 1999: Synopiasynopse, Metrónom, Barcelona